# Sanna Grønlid
Sanna Grønlid (ur. 2 maja 1959) – norweska biathlonistka, wielokrotna medalistka mistrzostw świata, a także zdobywczyni Pucharu Świata.

## Kariera
Pierwsze sukcesy osiągnęła w 1984 roku, zdobywając dwa medale podczas mistrzostw świata w Chamonix. Najpierw była druga w sprincie, rozdzielając na podium Wienierę Czernyszową z ZSRR i Austriaczkę Andreę Grossegger. Następnie razem z Gry Østvik i Siv Bråten była też druga w sztafecie. Na rozgrywanych rok później mistrzostwach świata w Egg zdobyła medale we wszystkich trzech konkurencjach. W sprincie zwyciężyła, zdobywając pierwszy w historii złoty medal dla Norwegii w tej konkurencji. Następnie zajęła drugie miejsce w sztafecie i biegu indywidualnym, w którym rozdzieliła Kaiję Parve z ZSRR i Evę Korpelę ze Szwecji. Kolejne dwa medale zdobyła na mistrzostwach świata w Falun w 1986 roku, zajmując tym razem trzecie miejsce w biegu indywidualnym i sztafecie. Ponadto zwyciężyła w biegu indywidualnym podczas mistrzostw świata w Lahti w 1987 roku, jako pierwsza Norweżka w historii. Na tej same imprezie była też trzecia w sztafecie, wspólnie z Siv Lunde i Anne Elvebakk.
W zawodach Pucharu Świata zadebiutowała 5 marca 1983 roku w Lappeenranta, zajmując dziewiąte miejsce w sprincie. Tym samym już w debiucie zdobyła pierwsze punkty. Pierwszy raz na podium zawodów pucharowych stanęła 7 stycznia 1984 roku w Falun, kończąc rywalizację w tej samej konkurencji na trzeciej pozycji. Wyprzedziły ją tam jedynie Aino Kallunki z Finlandii i Szwedka Anette Bouvin. W kolejnych startach jeszcze osiem razy stawała na podium zawodów tego cyklu, odnosząc cztery zwycięstwa: 10 marca 1984 roku w Lygna, 1 marca 1985 roku w Lahti i 25 lutego 1987 roku w Lahti wygrywała biegi indywidualne, a 23 lutego 1985 roku w Egg zwyciężyła w sprincie. Najlepsze wyniki osiągnęła w sezonie 1984/1985, kiedy zwyciężyła w klasyfikacji generalnej. Ponadto w sezonach 1983/1984 i 1985/1986 zajmowała drugie miejsca, a w 1986/1987 była trzecia.

## Osiągnięcia

### Mistrzostwa świata
| Rok  | Miejscowość | Konkurencje | Konkurencje | Konkurencje | Konkurencje | Konkurencje | Konkurencje | Konkurencje |
| Rok  | Miejscowość | IN          | SP          | PU          | MS          | RL          | MR          | SR          |
| ---- | ----------- | ----------- | ----------- | ----------- | ----------- | ----------- | ----------- | ----------- |
| 1984 | Chamonix    | 7.          | 2.          | nd.         | nd.         | 2.          | nd.         | –           |
| 1985 | Egg         | 2.          | 1.          | nd.         | nd.         | 2.          | nd.         | –           |
| 1986 | Falun       | 3.          | 12.         | nd.         | nd.         | 3.          | nd.         | –           |
| 1987 | Lahti       | 1.          | 14.         | nd.         | nd.         | 3.          | nd.         | –           |

### Puchar Świata

#### Miejsca w klasyfikacji generalnej
| Sezon     | Miejsce |
| --------- | ------- |
| 1982/1983 | ?       |
| 1983/1984 | 2.      |
| 1984/1985 | 1.      |
| 1985/1986 | 2.      |
| 1986/1987 | 3.      |

#### Miejsca na podium w zawodach chronologicznie
| Lp. | Dzień       | Rok  | Miejscowość | Konkurencja                | Lokata | Pudła | Czas biegu | Strata  | Zwycięzca            |
| --- | ----------- | ---- | ----------- | -------------------------- | ------ | ----- | ---------- | ------- | -------------------- |
| 1.  | 7 stycznia  | 1984 | Falun       | Sprint na 7,5 km           | 3.     | 3     | 19:33,6    | +1:07,7 | Aino Kallunki        |
| 2.  | 19 stycznia | 1984 | Ruhpolding  | Bieg indywidualny na 15 km | 3.     | ?     | ?          | ?       | Mette Mestad         |
| 3.  | 3 marca     | 1985 | Chamonix    | Sprint na 7,5 km           | 2.     | 0+1   | 23:00,1    | +34,9   | Wieniera Czernyszowa |
| 4.  | 10 marca    | 1984 | Lygna       | Bieg indywidualny na 15 km | 1.     | 2     | 52:00,0    | –       | –                    |
| 5.  | 21 lutego   | 1985 | Egg         | Bieg indywidualny na 15 km | 2.     | 0+3+1 | 43:21,4    | +59,4   | Sanna Grønlid        |
| 6.  | 23 lutego   | 1985 | Egg         | Sprint na 7,5 km           | 1.     | 0+0   | 21:58,9    | –       | –                    |
| 7.  | 1 marca     | 1985 | Lahti       | Bieg indywidualny na 15 km | 1.     | 1+1+1 | 50:24,2    | –       | –                    |
| 8.  | 14 lutego   | 1986 | Falun       | Bieg indywidualny na 15 km | 3.     | 1+1+0 | 37:46,9    | +1:32,7 | Eva Korpela          |
| 9.  | 25 lutego   | 1987 | Lahti       | Bieg indywidualny na 15 km | 1.     | 2+0+0 | 42:42,8    | –       | –                    |